# San Felipe (Retalhuleu)
San Felipe – miasto na południowym zachodzie Gwatemali, w departamencie Retalhuleu. Według danych szacunkowych z 2002 roku liczba mieszkańców wynosiła 14 089 osób. San Felipe leży w odległości około 16 km na północny wschód od stolicy departamentu, miasta Retalhuleu. San Felipe leży na wysokości 588 m n.p.m. u podnóża gór Sierra Madre de Chiapas. Miejscowa ludność posługuje się głównie językiem kaqchikel.

## Gmina San Felipe
Miejscowość jest siedzibą władz gminy o tej samej nazwie, która jest jedną z dziewięciu gmin w departamencie. W 2012 roku gmina liczyła 25 201 mieszkańców.
Gmina jak na warunki Gwatemali jest mała, a jej powierzchnia obejmuje 32 km². Mieszkańcy gminy utrzymują się głównie z rolnictwa, drobnego przetwórstwa oraz rzemiosła artystycznego.  Najważniejszymi uprawami są kukurydza, kawy, kakao, ryż, banany, Bawełna, jukka  i trzcina cukrowa oraz palczatki służącej do wyrobu Inca Kola. Ponadto produkuje się świece i mydło z jukki.
Klimat gminy jest równikowy, według klasyfikacji Wladimira Köppena, należy do klimatów tropikalnych monsunowych (Am), z wyraźną porą deszczową występującą od maja do października. Średnie roczne opady zawierają się w przedziale pomiędzy 2000 a 4000 mm, natomiast średnia temperatura między 22 a 34 °C. Większość terenu gminy pokryta jest dżunglą.